# Павле Давков
 Тази статия е за югославския политик.  За българския революционер вижте Павел Давков.  
Павле Давков (на македонска литературна норма: Павле Давков) е политик от Социалистическа република Македония и деец на НОВМ.

## Биография
Роден е в град Скопие на 21 юни 1925 година. Участва в комунистическата съпротива във Вардарска Македония. След Втората световна война е механик и директор в Завода за ремонт и сервиз „Механика“ в Скопие. Завършва Висшата партийна школа „Джуро Джакович“ в Белград, а по-късно и Висшата икономическо-търговска школа. Отделно учи и в Икономическия факултет на Скопския университет. Влиза в политиката, където е секретар на Районния комитет на СКМЮ за Скопие, организационен и политически секретар на Първия и Четвъртия районен комитет на МКП в Скопие. Отделно е бил секретар на Общинския комитет на МКП в община Кале, организационен и политически секретар на Градския комитет на МКП в Скопие, членува в ЦК на МКП и в Изпълнителния комитет на ЦК на МКП. През 1963 става председател на комисията на ЦК на МКП по организационните въпроси. Народен представител е в Съюзния събор на Събранието на СФРЮ. От 1964 до 1968 е член на ЦК на ЮКП. В периода 18 октомври 1966 – 20 юни 1974 е председател на Републиканския съвет на Съюза на синдикатите на Македония.